# Gomphrena centrota
Gomphrena centrota là loài thực vật có hoa thuộc họ Dền. Loài này được E.Holzh. mô tả khoa học đầu tiên năm 1956.